# Leprus wheelerii
Leprus wheelerii är en insektsart som först beskrevs av Thomas, C. 1875.  Leprus wheelerii ingår i släktet Leprus och familjen gräshoppor. Inga underarter finns listade i Catalogue of Life.